# Friedrich Bernhard von Seckendorff
Freiherr Friedrich Bernhard von Seckendorff (* 26. November 1772 in Meuselwitz; † 19. April 1852 in Görlitz) war ein deutscher Politiker.

## Leben
Seckendorff stammte aus einem fränkischen Adelsgeschlecht mit Sitz in Meuselwitz und wurde als Sohn des Obristen Friedrich Carl Freiherr von Seckendorff (1727–1799) und der Friederike Charlotte Henriette geb. von Tümpling (1737–1794) geboren.
1795 wurde er Auditor bei der kursächsischen Regierung im Stift Merseburg. Bereits im folgenden Jahr wurde er zum Regierungsrat befördert. 1798 erfolgte seine Versetzung in den kursächsischen Teil der Grafschaft Henneberg nach Schleusingen. Als Regierungsrat war er dort unter anderem für milde Stiftungen zuständig.
Im Jahre 1800 wurde er vom Merseburger Domherrn Heinrich August von Holleuffer als Mitbelehner für dessen Rittergüter Benkendorf und Delitz am Berge vorgeschlagen und offiziell vom Lehnhof Dresden als Mitbelehnter vereidigt.
1801 wechselte er in die sächsische Landeshauptstadt Dresden, wo er als Appellationsrat wirkte. 1805 kehrte er nach Schleusingen zurück und übernahm das Oberaufseheramt. In dieser Funktion erlebte er den Übergang der Grafschaft Henneberg-Schleusingen vom Königreich Sachsen an das Königreich Preußen. Im Juni 1815 hielt er die Rede bei der Errichtung des ersten preußischen Wappen-Adlers im Hennebergischen, die auch in Druck erschien. Unter preußischer Herrschaft wechselte er 1816 nach Frankfurt (Oder), wo er das Amt des Regierungsvizepräsidenten für den Regierungsbezirk Frankfurt übernahm. Später wechselte er in dieser Funktion nach Liegnitz.
Seckendorff war Mitglied der Oberlausitzischen Gesellschaft der Wissenschaften und von 1842 bis 1844 ihr Präsident.